# Magnitogorsk
Magnitogorsk (russisk: Магнитогóрск, tr. Magnitogórsk) er en by i Tjeljabinsk oblast i Urals føderale distrikt i Den Russiske Føderation, beliggende 300 km syd for Tjeljabinsk. Byen har 408.715 (2024) indbyggere, og er den næststørste by i Rusland, der ikke er administrativt center for en føderal enhed.

## Etymologi
Byen er opkaldt efter bjerget Magnitnaja, en magnetanomali, næsten fuldstændigt af jernmalm, med et indhold på fra 55 % til 60 % jern.

## Geografi
Byen ligger ved foden af Magnitnaja, på den østlige skråning af det sydlige Ural, på begge sider af Uralfloden, højre bred af floden ligger i Europa og venstre bred i Asien. Magnitogorsk ligger i den østlige udkant af det historiske Basjkortostan.
Magnitogorsk areal er 392,35 km². Fra nord til syd strækker byen sig over 27 km fra øst til vest 22 km og ligger ca. 310 moh.
Den vestlige grænse af Magnitogorsk udgør grænsen mellem Tjeljabinsk oblast og Republikken Basjkortostan og Ural og Volgas føderale distrikter.
Magnitogorsk afstand til Tjeljabinsk via jernbane er 420 km, via vej 310 km. Afstand til Moskva er 1916 km med jernbane og omkring 1800 km ad M5 (via Toljatti og Rjasan) og ca. 1700 km ad M7 (via Kasan og Nisjnij Novgorod).

### Klima
Magnitogorsk har tempereret klima med udpræget fastlandskarakter, der er karakteristisk for hele det sydlige Transural, med kolde vintre samt lidt sne og med tørre, varme somre. Uralryggen svækker vestlige vinde og forårsager hyppigere strømme af arktiske luftmasser. Om vinteren påvirkes vejret af det sibiriske højtryk, der medfører stabilt frostvejr. Om sommeren påvirkes vejret ofte af sydlige vinde, der bevæger sig fra Sortehavet og Det Kaspiske Hav.
Den koldeste måned er januar, hvor den gennemsnitlige temperatur er -14,1 °С, kulderekorden er -46 °С. Sommrerne er varme, i nogle år meget varme. Den gennemsnitlige temperatur i den varmeste juli måned er +19,2 °С, varmerekorden er +39 °С. Den gennemsnitlige varighed af frostfri periode er 105 dage og den gennemsnitlige årlige nedbør er 353 mm.

## Historie
I 1743 blev fæstningen Magnitnaja grundlagt som en del af fæstningsanlægene i Orenburg guvernement. I januar 1929 begynde opførelsen af Magnitogorsk Jern- og Stålværker. Den 30. juni 1929 ankom det første tog på den nye jernbanelinje til Magnitogorsk. Denne dato betragtes som Magnitogorsks fødselsdag. Byen blev planlagt med særlig vægt på korte afstande mellem arbejdspladser og boligområder samt andre effektivitetsfremmende installationer. I maj blev 1. boligkvarter og dele af 2. kvarter, samt en satellitby opført.
Magnitogorsk var et strålende eksempel på økonomisk effektivitet i Sovjetunionen. På kort tid blev verdens største jern- og stålproduktion oprettet i Magnitogorsk. Under anden verdenskrig var byen den vigtigste sovjetiske leverandør af det stål, der var nødvendigt til fremstilling af krigsmateriel.
På trods af den store afstand mellem de største industriområder og boligkomplekserne ved Uralfloden er boligområderne i Magnitogorsk meget forurenede.

### Befolkningsudvikling
| År   | Indbyggere |
| ---- | ---------- |
| 1939 | 145.948    |
| 1959 | 311.101    |
| 1970 | 364.209    |
| 1979 | 406.074    |
| 1989 | 440.321    |
| 2002 | 418.545    |
| 2010 | 407.775    |
| 2015 | 417.039    |

Note: Data fra folketællinger

## Økonomi
I Magnitogorsk findes det største jern- og stålværk i Rusland, "Magnitogorskij metallurgiske kombinat". Magnitogorsk er samtidigt hjemsted for Belmag, der fremstiller bildele.

## Kultur og uddannelse
Der findes teatre, opera og ballet i Magnitogorsk.
Af højere uddannelse findes Teknisk Universitet, Statsuniversitet samt Konservatorie.

## Sport
HK Metallurg Magnitogorsk er byens ishockeyhold.